# Ladies & Gentlemen
『Ladies & Gentlemen』（レディースアンドジェントルマン）はスターダストレビュー13枚目のオリジナル・アルバム。1996年7月8日に発売された。

## 解説
- 後にメンバーとなる光田健一がアルバム初参加。
- 13曲中4曲の編曲とキーボード・シンセサイザーを担当。

## 収録曲
編曲：スターダストレビュー & 矢代恒彦（特記以外）
編曲：スターダストレビュー & 光田健一（1.3.8.11）
編曲：矢代恒彦（12）
1. BEATに愛を込めて
作詞：根本要/寺田正美
作曲：根本要
2. RUNNING
作詞：並河祥太
作曲：根本要
3. 涙
作詞：根本要/林紀勝
作曲：根本要
4. I Believe In Love
作詞：根本要/渡辺なつみ
作曲：根本要
5. くちづけ
作詞：柿沼清史/林紀勝
作曲・メインボーカル：柿沼清史
6. 会えないよ
作詞：渡辺なつみ
作曲：根本要
7. BABY,とりあえずもっと
作詞：根本要/寺田正美
作曲：根本要
ホーン編曲：数原晋/矢代恒彦
8. 言えなかった言葉
作詞・メインボーカル：林紀勝
作曲：根本要
9. 蜃気楼
作詞：柿沼清史/寺田正美
作曲：柿沼清史
10. Get Up My Soul
作詞：渡辺なつみ
作曲：根本要
11. BEATに愛を込めて（Reprise）
作詞：根本要/寺田正美
作曲：根本要
12. Feel me, See me, Hold me （歌：GeNTLe BReeZe）
作詞：伊邑早
作曲：慈恩礼音
13. RUNNING（LIVE VERSION）2006年以降再発盤のみ収録ボーナス・トラック

## クレジット
BEATに愛を込めて
- Keyboards, Synthesizer Programing, Piano Solo：光田健一
- Trumpet：川嵜淳一、寺内茂
- Trombone：井上昇
- Alto & Tenor Saxophone, Saxophone Solo：山本公樹
- Tenor & Baritone Saxophone：山本一
- Master of Ceremonies：KEI GRANT
- Chorus：スターダストレビュー & 光田健一

RUNNING
- Keyboards, Synthesizer Solo：矢代恒彦
- Synthesizer Programing：棚橋UNA信仁
- Chorus：スターダストレビュー & 光田健一

涙
- Keyboards, Synthesizer Programing：光田健一
- Chorus：スターダストレビュー & 光田健一

I Believe In Love
- Keyboards：矢代恒彦
- Synthesizer Programing：田久保誓一
- Chorus：スターダストレビュー & 光田健一

くちづけ
- Keyboards：矢代恒彦
- Synthesizer Programing：田久保誓一
- Saxophone Solo：山本公樹
- Chorus：スターダストレビュー & 光田健一

会えないよ
- Keyboards：矢代恒彦
- Synthesizer Programing：浦田恵司
- Saxophone Solo：山本公樹

BABY,とりあえずもっと
- Keyboards：矢代恒彦
- Synthesizer Programing：棚橋UNA信仁
- Trumpet：数原晋、河東伸夫、林雄介、奥村晶
- Trombone：中川英二郎、平内保夫、古川式典、清岡太郎
- Alto Saxophone：平原まこと、近藤和彦
- Tenor Saxophone：小池修、山本公樹
- Baritone Saxophone：黒葛野敦司

言えなかった言葉
- Keyboards, Synthesizer Programing：光田健一
- Chorus：スターダストレビュー & 光田健一

蜃気楼
- Keyboards：矢代恒彦
- Synthesizer Programing：田久保誓一
- Chorus：スターダストレビュー & 光田健一

Get Up My Soul
- Keyboards：矢代恒彦
- Synthesizer Programing：中山信彦

BEATに愛を込めて（Reprise）
- Hands Clap：1996年3月23日 東京厚生年金会館のお客さん
- Chorus：スターダストレビュー & 光田健一

Feel me, See me, Hold me
- Keyboards：矢代恒彦
- Saxophone Solo：山本公樹

GeNTLe BReeZe
- Vocal：田村直美
- Guitar, Vocal：根本要
- Bass：柿沼清史
- Drums：寺田正美
- Percussion：林"VOH"紀勝